# Supercharger (альбом)
Supercharger — четвёртый студийный альбом американской грув-метал-группы Machine Head. В мире было продано 250 000 копий экземпляров. Supercharger был выпущен в октябре 2001 года, через несколько недель после террористического акта 11 сентября 2001 года. В поддержку альбома Machine Head отправились в тур по Европе и Америке, после чего, согласно контракту с лейблом, записали свой первый концертный альбом Hellalive. Альбом стал последней работой в составе коллектива для гитариста Ару Ластера, покинувшего Machine Head в том же году из-за музыкальных разногласий.
В музыкальном плане, хотя альбом получился тяжелее и мрачнее, чем The Burning Red, на нём все равно сохранилось влияние ню-метала. Основными темами Supercharger стали личные переживания.
Реакция критиков на новую пластинку была неоднозначной. Supercharger также показал невысокие позиции в чартах. Так, в США с момента релиза было продано немногим более 45 000 экземпляров.

## Запись
В марте 2000 года, после продолжительного тура в поддержку предыдущего релиза The Burning Red, Machine Head прибыли на студию Mad Dog Studios, в Бербанке, где, под началом продюсера Джонни К, приступила к работе над новым альбомом. 18 марта стал известен примерный список композиций для будущей пластинки. По словам Робба Флинна, запись проходила на удивление успешно. Кроме того он положительно отозвался о барабанщике Дэйве Макклейне, назвав его игру на ударных «феноменальной». Также участники группы отмечали, что смена продюсера со строгого Росса Робинсона на лояльного Джонни K, способствовала реализации на альбоме ряда оригинальных идей.
23 марта, записав основные партии ударных и бас-гитары, музыканты перебрались в Малибу на студию Indigo Ranth, где начали запись вокала и гитар. К тому моменту группой уже было написано около 20 песен, от трёх из которых («Little Pig», «Once You See» и «Rat Race») в дальнейшем пришлось отказаться. Тогда же Робб Флинн сообщил, что группа особенно сконцентрировалась на записи первой и последней песен, которые должны были получиться «абсолютно безумными».
27 апреля музыканты объявили, что планируют завершить запись альбома к 1 мая, но при этом они ещё не определились с выбором студии микширования. 3 мая был опубликован окончательный список композиций и сообщено название будущего релиза — Supercharger. К 17 мая Machine Head завершили все работы на студии и приступили к планированию процесса микширования вместе с Джонни K. В качестве возможного руководителя микширования рассматривался Mudrock, известный по работе с Godsmack и Powerman 5000. 23 мая стало известно, что кандидатура Mudrock была отклонена в пользу Колина Ричардсона, работавшего с группой над Burn My Eyes и The More Things Change…. Микширование проводилось на Can-Am Studios в Тарзане. В июле был утвержден окончательный список композиций Supercharger, а в августе завершился мастеринг альбома, проходивший в Sterling Sound, Нью-Йорк. 24 июля группа сообщила, что на альбоме будет присутствовать кавер-версия песни Black Sabbath «Hole In The Sky», записанная для трибьюта Nativity In Black II.
В августе лейбл Roadrunner Records сообщил, что, по причине разногласий с Universal Music, релизы ряда альбомов, включая Supercharger, будут перенесены с сентября на октябрь. В качестве первого сингла в сентябре планировалось издать песню «Crashing Around You», на которую также был снят клип под руководством Нэйтана Кокса, известного по сотрудничеству с System of a Down («Sugar»), Disturbed («Stupify») и Megadeth («Moto Psycho»). Однако, из-за ассоциаций названия с терактами 11 сентября, было решено отказаться от продвижения сингла в США. Также из-за террористической атаки были перенесены европейские концерты группы. В декабре «Crashing Around You» был издан в Великобритании.

## Музыкальный стиль
Supercharger продолжает эксперименты с ню-металом, начатые на The Burning Red. Кроме того, альбом намеренно был сделан «сырым» по своему звучанию и записывался на аналоговом оборудовании. Комментируя процесс записи, Робб Флинн сказал: «Мы хотели сделать свирепую, тяжелую запись <…> Мы просто сказали, что будем делать то, что хотим, и только тогда будем довольны. Если он [сингл] не вписывается в трехминутный рок-блок какого-нибудь радио, тогда так тому и быть».
Supercharger часто называется одной из самых экспериментальных и разнообразных записей Machine Head. Открывающая композиция «Bulldozer» в своем звучании испытывает влияние тяжелого и грубого стиля Burn My Eyes, сочетаясь при этом с ритмами ню-метала. Другая песня, «Deafening Silence», напротив, написана в мрачном и меланхоличном балладном стиле. Скоростная «Kick You When You’re Down» тяготеет к звучанию трэш-метала первой группы Флинна Vio-lence. «Crashing Around You» наиболее значительно выделяется из списка композиций, отклоняясь в сторону альтернативного метала. В качестве вокала на альбоме Роббом Флинном использовалось чистое пение, а также речитатив и такие экстремальные техники как скриминг и гроулинг.
Основными темами песен, как и на The Burning Red являются личные переживания.

## Отзывы
| Оценки критиков  | Оценки критиков |
| Источник         | Оценка          |
| ---------------- | --------------- |
| Allmusic         | [ 9 ]           |
| Blabbermouth.net | 8/10            |

Как и предыдущий альбом группы, Supercharger получил неоднозначные оценки со стороны музыкальных критиков. Брайан О’Нил из Allmusic отмечал, что в музыкальном плане данный альбом является экспериментальным продолжением The Burning Red, которое придётся по вкусу не многим слушателям. Среди песен с пластинки он особенно выделил заглавную композицию «Bulldozer», отсылающую к треш-корням Machine Head, и «American High», которая, по его мнению, несмотря на «пресный текст», все таки приковывает к себе внимание. Подводя итог альбому, О’Нил отметил, что основным недостатком Supercharger является избыточное количество песен, и, как следствие, вторичность половины материала.
Основатель сайта Blabbermouth, Боривой Кргин, напротив, положительно отозвался об альбоме в своей рецензии, назвав в качестве основных достоинств альбома динамику композиций, обилие запоминающихся припевов и риффов, возросшее вокальное мастерство Флинна а также общее разнообразие композиций. Также он особенно выделил песню «Crashing Around You», охарактеризовав её как наиболее радио-ориентированный трек со всей пластинки. Кроме того рецензент высоко оценил быстрое и энергичное звучание «Bulldozer», «American High», и «Supercharger», а также мрачную атмосферу эмоциональной «Deafening Silence». По мнению Кргина, Supercharger является самым разнообразным альбомом группы, который вполне может расширить аудиторию группы.
Supercharger в сравнение c The Burning Red достиг менее высоких позиций в чартах США, а также не попал ни в один топ-20 европейских чартов, что было расценено музыкантами как провал. Джоел Макайвер в книге Inside the Machine отмечал, что плохие продажи альбома также привели к уходу Ару Ластера.

## Список композиций
Слова и музыка всех песен — написана Machine Head, если не указано иначе.
| №                   | Название                    | Текст песни         | Музыка                  | Длительность |
| ------------------- | --------------------------- | ------------------- | ----------------------- | ------------ |
| 1.                  | «Declaration»               |                     |                         | 1:11         |
| 2.                  | «Bulldozer»                 | Робб Флинн          | Флинн                   | 4:35         |
| 3.                  | «White-Knuckle Blackout!»   | Флинн, Адам Дьюс    | Флинн, Ару Ластер       | 3:15         |
| 4.                  | «Crashing Around You»       | Флинн               | Флинн                   | 3:14         |
| 5.                  | «Kick You When You're Down» | Флинн               | Флинн, Ластер           | 4:01         |
| 6.                  | «Only the Names»            | Флинн               | Флинн                   | 6:08         |
| 7.                  | «All in Your Head»          | Флинн               | Флинн, Ластер           | 4:06         |
| 8.                  | «American High»             | Флинн               | Флинн, Дэйв Макклейн    | 3:48         |
| 9.                  | «Brown Acid»                |                     |                         | 0:59         |
| 10.                 | «Nausea»                    | Флинн, Дьюс         | Флинн, Макклейн, Ластер | 4:24         |
| 11.                 | «Blank Generation»          | Флинн               | Флинн, Ластер           | 6:38         |
| 12.                 | «Trephination»              | Флинн               | Флинн, Макклейн, Ластер | 4:59         |
| 13.                 | «Deafening Silence»         | Флинн               | Флинн, Ластер           | 5:33         |
| 14.                 | «Supercharger»              | Флинн, Дьюс         | Флинн, Макклейн         | 3:48         |
| Общая длительность: | Общая длительность:         | Общая длительность: | Общая длительность:     | 56:39        |

| №                   | Название                                | Автор(ы)                                            | Длительность |
| ------------------- | --------------------------------------- | --------------------------------------------------- | ------------ |
| 15.                 | «Hole in the Sky» (Black Sabbath cover) | Оззи Осборн, Тонни Айомми , Гизер Батлер, Билл Уорд | 3:33         |
| Общая длительность: | Общая длительность:                     | Общая длительность:                                 | 60:12        |

| №                   | Название                                 | Текст песни         | Музыка              | Длительность |
| ------------------- | ---------------------------------------- | ------------------- | ------------------- | ------------ |
| 15.                 | «The Blood, the Sweat, the Tears» (live) | Флинн               | Ластер, Флинн       | 4:35         |
| Общая длительность: | Общая длительность:                      | Общая длительность: | Общая длительность: | 61:16        |

| №                   | Название                                 | Текст песни         | Музыка                                              | Длительность |
| ------------------- | ---------------------------------------- | ------------------- | --------------------------------------------------- | ------------ |
| 15.                 | «Hole in the Sky» (Black Sabbath cover)  |                     | Оззи Осборн, Тонни Айомми , Гизер Батлер, Билл Уорд | 3:33         |
| 16.                 | «Ten Fold»                               | Флинн               | Ластер                                              | 4:53         |
| 17.                 | «The Blood, the Sweat, the Tears» (live) | Флинн               | Ластер, Флинн                                       | 4:35         |
| 18.                 | «Desire to Fire» (live)                  | Флинн               | Флинн                                               | 4:37         |
| Общая длительность: | Общая длительность:                      | Общая длительность: | Общая длительность:                                 | 74:17        |

## Участники записи
Machine Head
- Робб Флинн — вокал, гитара
- Ару Ластер — гитара
- Адам Дьюс — бас-гитара
- Дэйв Макклейн — ударные

Производство
- Johnny K — продюсирование
- Machine Head — продюсирование
- Колин Ричардсон — микширование
- Кевин Босли — звукоинженер
- Скотт Ойстер — ассистент звукоинженера
- Бретт Нолан — ассистент звукоинженера
- Тед Йенсен — мастеринг

## Позиции в чартах
| Чарт (2001)        | Позиция |
| ------------------ | ------- |
| Австралия          | 24      |
| Австрия            | 33      |
| Бельгия (Фландрия) | 46      |
| Нидерланды         | 88      |
| Финляндия          | 25      |
| Франция            | 35      |
| Германия           | 25      |
| Швеция             | 42      |
| Швейцария          | 82      |
| Великобритания     | 34      |
| Billboard 200      | 115     |